# Luís Figueira
Luís Figueira (Almodôvar, 1574 ou 1576 – Ilha de Joanes, outubro de 1643) foi um padre jesuíta de destacada atuação no Brasil colonial. Foi autor de uma das primeiras gramáticas da língua tupi, a partir do contato com potiguaras, tupinambás, tabajaras e caetés, denominada Arte da Lingua Brasilica, impressa pela primeira vez em 1621.

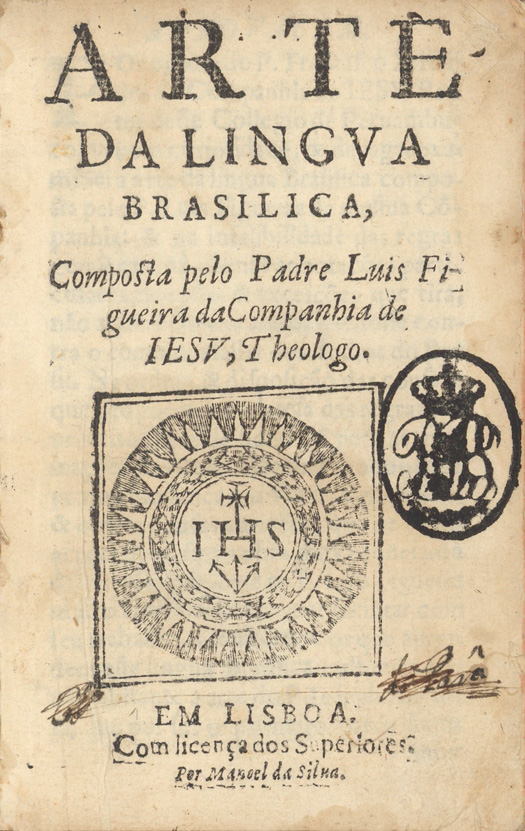
Capa da primeira edição livro Arte da Língua Brasílica, de Luís Figueira

## Biografia
A vida de Luís Figueira foi primeiro estudada pelo historiador Serafim Leite, que publicou sua biografia e seus escritos em 1940. Nascido em Almodôvar, no Alentejo, em data imprecisa (1574 ou 1576), Figueira entrou como noviço jesuíta no Colégio do Espírito Santo de Évora em 22 de janeiro de 1592, onde cursou humanidades, filosofia e teologia. Ordenado padre, foi para o Brasil em 1602. Instalou-se no Colégio Jesuíta da Bahia, localizado em Salvador da Bahia. Segundo o cronista Jacinto de Carvalho, Figueira aprendeu a "língua dos índios" com o padre Francisco Pinto, que conheceu no Colégio de Salvador. Pouco tempos depois de sua chegada, foi escolhido para redigir a "Carta Bienal da Província", relativa aos anos de 1602 e 1603, um relatório enviado à sede da Companhia de Jesus em Roma, o que demonstra que suas qualidades literárias foram reconhecidas por seus superiores.

## Expedição com Francisco Pinto
Entre janeiro de 1607 e 1608, acompanhou Francisco Pinto e 60 índios numa trágica expedição ao Maranhão. A expedição era liderada por Francisco Pinto, um especialista no contato com povos nativos, mas dela também participava Figueira, um jovem religioso de reconhecido talento literário capaz de fazer um bom registro da jornada e, ao mesmo tempo, aprender o "ofício missionário".
Em 20 de janeiro embarcou no Recife em uma embarcação que ia buscar sal coletado nas salinas na foz do Rio Mossoró.
Em 2 de fevereiro do 1607, celebraram a primeira missa no território do atual estado do Ceará, na foz do Rio Jaguaribe.
Chegaram a uma aldeia na Chapada de Ibiapaba (atual Ceará), e dali seguiram à aldeia de Jurupariaçu, onde receberam notícias sobre a presença de franceses e índios hostis. Dali partiram para o Maranhão, mas foram atacados por índios tarairiús (tapuias), instigados pelos franceses, na região onde hoje se encontra o município de São Miguel do Tapuio, no estado do Piauí. O padre Francisco Pinto foi morto pelos indígenas em 10 de janeiro de 1608; Luís Figueira conseguiu escapar e foi depois resgatado por outro jesuíta, Gaspar de Samperes, regressando a Pernambuco. Estes fatos são bem conhecidos pela Relação do Maranhão, escrita por Luís de Figueira em 1609, na qual são descritos em detalhe as peripécias da viagem.
A análise de escritos de Luís Figueira, permite concluir que ele acreditava que os jesuítas teriam o dever de converter e conservar os povos nativos contra os abusos cometidos pelos colonos, sempre ávidos em obter a todo custo a mão-de-obra dos "negros da terra". Figueira acreditava que as agressões dos portugueses contra os nativos atrapalhavam a propagação do catolicismo entre os gentios. Trata-se da crença de por meio da preservação da liberdade dos povos nativos, juntamente com a sua conversão, seria possível assegurar a expansão e a preservação da colonização portuguesa.
O quadro da época é analisado por Figueira na obra Dificuldades da missão do Maranhão (1609), em que discute a extensão do território, os índios e os franceses. De fato, em 1614 os franceses fundam São Luís, tomada pelos portugueses logo depois. Em 1616, foi fundada Belém do Pará pelos portugueses.
Em 1610, Figueira foi nomeado como Prefeito dos estudos no Colégio Jesuíta de Olinda e, entre 1612 e 1616, foi reitor daquela instituição, após esse período continuou a trabalhar no Colégio até 1619, quando foi designado como Superior da Aldeia de Nossa Senhora da Escada, onde moravam índios caetés, onde escreveu sua famosa gramática da língua tupi. Em 1621, voltou a trabalhar no Colégio, como mestre de noviços, quando foi enviado para o Estado do Maranhão.
Em agosto de 1614, após as tentativas frustradas de Luís Figueira de estabelecer missões no Estado do Maranhão sem apoio militar, e diante da necessidade da União Ibérica de afastar a presença francesa na região, Jerônimo de Albuquerque Maranhão lideraria uma expedição que partiria de Pernambuco para tomar São Luís dos franceses. Porém, não havia jesuítas na comitiva, pois, a pedido do Governador-Geral Gaspar de Sousa, foram designados para a jornada dois franciscanos capuchos da Província de Santo Antônio: frei Cosme de São Damião e frei Manuel da Piedade. Os primeiros jesuítas a se instalarem por um tempo considerável na região, somente chegariam nos meses finais de 1615. Eram os padres Manuel Gomes e Diogo Nunes, integrantes da armada de Alexandre de Moura, que foi mandada como reforço para alcançar a vitória definitiva sobre os franceses de São Luís.
No entanto, Manuel Gomes e Diogo Nunes permaneceram em São Luís, visitando as aldeias e assistindo aos colonos, somente até até março de 1618, quando deixaram a região, devido, em parte, a conflitos gerados por sua oposição à forma como os moradores da cidade tratavam os nativos.

## No Maranhão
A defesa dos territórios do norte, que agora estavam sob ameaça de invasão holandesa, dependia em grande parte do controle sobre os indígenas. Pensando nisso, o Governador-Geral Diogo de Mendonça Furtado solicitou a criação de uma missão no Estado do Maranhão, sugerindo os nomes do padre Luís Figueira e do padre siciliano Benedito Amodei. Assim, em 1621 os dois jesuítas chegaram a São Luís, onde fundariam uma missão.
Apesar da chegada dos jesuítas ter sido chancelada pelo Governador-Geral, que designou Figueira como conselheiro de negócios e governo de António Muniz Barreiros, o novo capitão-mor do Maranhão, houve resistência por parte dos moradores, que conheciam a oposição dos jesuítas à escravização dos povos nativos. Naquele contexto, Luís Figueira seria aconselhado a firmar um termo no qual deixava claro que a sua vinda não atendia mais que à salvação, e bem das suas almas e à redução dos gentios, por meio da pregação, doutrinação e batismo, sem intrometer-se a libertar nativos submetidos ao cativeiro.
Na segunda metade da década de 1620, foi doada aos jesuítas uma légua de terra em Anindiba, centro da Ilha de São Luís, onde seria fundada a primeira fazenda dos jesuítas na região, onde construiram uma casa, uma ermida, posteriormente, uma igreja, dedicada à Nossa Senhora da Luz, que foi o primeiro edifício de pedra e cal de São Luís. Antes disso, os jesuítas já tinham organizado uma escola para ensinar letras aos filhos dos portugueses. No mesmo período chegariam os primeiros reforços da Missão, o padre Lôpo de Couto, exímio na língua tupi, e o irmão António da Costa, oficial de carpintaria.
Em 1631, foi impressa em Lisboa a "Relação de vários sucessos acontecidos no Maranham e Gram Para, assim de paz como de guerra, contra o rebelde Olandes Ingreses & Franceses & outras nações", que foi uma pequena crônica, escrita por Luís Figueira, que descreveu os triunfos dos portugueses, sobretudo no tempo do governo de Francisco Coelho de Carvalho, contra os estrangeiros que tentavam se instalar no Estado do Maranhão e Grão Pará. Nessa obra, Figueira também sustentou que somente através da presença missionária seria possível alcançar o controle sobre os nativos da região, domínio que seria uma condição primordial para que os estrangeiros fossem erradicados da Amazônia portuguesa. Em sua argumentação, Figueira mencionou o papel desempenhado pelos nativos mobilizados nos aldeamentos dirigidos pela Companhia de Jesus na resistência às invasões realizadas pelos holandeses no Nordeste do Brasil. Essa obra foi publicada um ano após o abandono pelos franciscanos dos aldeamentos que administravam.
Em 1636, os franciscanos, que também sofriam oposição dos moradores, tiveram que deixar o Maranhão devido aos conflitos com os colonos.
Naquele ano, também foi publicado um relato deominado: "Missão que fes o P. Luis Figueira da Companhia de Jesus, superior da Rezidencia do Maranhão, indo ao Grão Parâ, Camutâ e Curupâ, capitanias do Rio das Almazonas, no anno de 1636", que narrou os principais acontecimentos de sua jornada realizada ao Pará entre os meses de janeiro e junho de 1636, feita na companhia do Irmão João de Avellar. Esse relato também teve o propósito de promover o apostolado jesuítico na Amazônia portuguesa, e buscava, sobretudo, convencer possíveis religiosos a se engajarem no trabalho missionário do Norte da Província do Brasil, em um momento no qual a Companhia de Jesus no Maranhão contava com apenas 5 religiosos, sendo 3 padres e 2 irmãos.
Em 1637, estava em Lisboa, quando foi publicado o: Memorial sobre as terras e gente do Maranhao & Grao-Para & Rio das Amazonas, no qual, discorreu sobre as grandezas e potencialidades econômicas da Amazônia portuguesa e no qual também cobrou dos reis católicos a obrigação de promover a evangelização dos gentios, que seria a justificativa teológico-política para a expansão do Império Português sobre aquelas terras, além de reiterar a importância fundamental dos povos nativos para a conservação daquelas conquistas diante da constante ameaça imposta pelos corsários estrangeiros que exploravam a região. Nesse contexto, defendia o envio de religiosos para o Estado do Maranhão e Grão Pará.
Esse Memorial foi utilizado para instruir decisão do Conselho de Estado nas suas sessões de 8 e 10 de agosto de 1637, sendo os resultados de tais sessões publicados no Alvará de 25 de julho de 1638 que, em suma, confiava, com todas as dotações reais necessárias, o cargo de Administrador Eclesiástico do Estado do Maranhão ao Superior da Residência da Companhia de Jesus em São Luís, também foi confiada aos jesuítas, a administração temporal e espiritual dos nativos em aldeamentos missionários.
Figueira também tentou separar a Missão do Maranhão da Província do Brasil, uma vez que o território brasileiro dominado pelos holandeses encontrava-se entre o Maranhão e a Bahia. A petição, porém, foi negada pela Congregação em Roma  que, em 3 de junho de 1639, instituiu a Missão jesuítica do Maranhão como uma entidade administrativa sob a responsabilidade da Província do Brasil, tendo como seu primeiro Superior o padre Luís Figueira.
Durante o ano de 1639, Luís Figueira percorreu os Colégios Jesuítas de Portugal, nos quais recrutou 22 jesuítas para a nova Missão. Entretanto, o embarque demorou a ocorrer, devido, em parte às turbulências causadas pelo movimento da Restauração Portuguesa e à instabilidade na região causada pela ocupação holandesa de São Luís (1640-1644), e somente ocorreu em abril de 1643. O barco que seguiu com Figueira acompanhado por quatorze jesuítas, Pedro de Albuquerque, o novo governador do Estado, e demais tripulantes, naufragou, entre 29 e 30 de julho, nas proximidades da Ilha de Marajó. Sobreviveram apenas 42 das 173 pessoas a bordo. Luís Figueira, juntamente com mais nove jesuítas preferiram não estar entre os primeiros a serem resgatados para prestar auxílio espiritual aos que ficaram para trás. Esses dez jesuítas conseguiram chegar por meio de uma jangada à Ilha de Marajó, mas morreram vítimas dos indígenas aruans.

## Ligações Externas
- Figueira, Luiz, 1573-1643, Arte de grammatica da lingua brasilica, Biblioteca Brasiliana Guita e José Mindlin, descarga de PDF
- Biblioteca Digital Curt Nimuendajú, Luís Figueira , descarga de obras
- Obra de Luís Figueira na Biblioteca Nacional Digital